# Johann August Schülein
Johann August Schülein (* 19. Februar 1947 in Göttingen) ist ein deutscher Soziologe und Hochschullehrer. 

## Leben und Wirken
Johann August Schülein studierte Soziologie, Psychoanalyse und Philosophie und promovierte 1973 an der Universität Gießen mit einer Arbeit über das Gesellschaftsbild von Sigmund Freud und der von ihm entwickelten Psychoanalyse. Es folgte die Lehrtätigkeit an der Universität Gießen, seit 1976 als Dozent. im Jahre 1978 habilitierte er sich dort. 1984 wurde er ordentlicher Professor für Soziologie an der Wirtschaftsuniversität Wien und lehrte dort bis zum Eintritt in den Ruhestand 2015. 1991 wurde er Honorarprofessor an der Universität Gießen.
In seinen zahlreichen Veröffentlichungen beschäftigt sich Schülein vor allem mit soziologischen Aspekten der Psychoanalyse sowie der Erkenntnis- und Wissenschaftstheorie. Die von ihm zusammen mit Simon Reitze verfasste Wissenschaftstheorie für Einsteiger liegt in 5. Auflage vor. 
Von 1999 bis 2002 war Schülein Präsident der Sigmund-Freud-Gesellschaft. 

## Veröffentlichungen (Auswahl)
- Das Gesellschaftsbild der Freudschen Theorie. Campus-Verlag, Frankfurt/M. 1975 (Dissertation Universität Gießen)., ISBN 3-585-32148-8 (3. Aufl. Vandenhoeck & Ruprecht, Göttingen 2007, ISBN 3-525-45409-0).
- Psychotechnik als Politik. Zur Kritik der pragmatischen Kommunikationstheorie von Watzlawick et al. Syndikat-Verlag, Gießen 1976, ISBN 3-8108-0003-1 (2. Aufl. 1977).
- Selbstbetroffenheit. Über Aneignung und Vermittlung sozialwissenschaftlicher Kompetenz. Syndikat-Verlag, Gießen 1977, ISBN 3-8108-0025-2 (2. Aufl. 1986).
- Monster oder Freiraum? Texte zum Problemfeld Universität. Focus-Verlag, Gießen 1979, ISBN 3-88349-155-1.
- Mikrosoziologie. Ein interaktionsanalytischer Zugang. Westdeutscher Verlag, Opladen 1983, ISBN 3-531-11627-4.
- Theorie der Institution. Eine dogmengeschichtliche und konzeptionelle Analyse. Westdeutscher Verlag, Opladen 1987, ISBN 3-531-11795-5.
- Die Geburt der Eltern. Über die Entstehung der modernen Elternposition und den Prozeß ihrer Aneignung und Vermittlung. Westdeutscher Verlag, Opladen 1990, ISBN 3-531-11939-7 (2. Aufl. 2002).
- (mit Angela Köhler-Weisker u. Klaus Horn): "Auf der Suche nach dem wahren Selbst". Eine Auseinandersetzung mit Carl Rogers. Suhrkamp, Frankfurt/M. 1993, ISBN 3-518-11808-0.
- (mit Karl-Michael Brunner u. Horst Reiger): Manager und Ökologie. Eine qualitative Studie zum Umweltbewußtsein von Industriemanagern. Westdeutscher Verlag, Opladen 1994, ISBN 3-531-12607-5.
- (mit Karl-Michael Brunner): Soziologische Theorien. Eine Einführung für Amateure. Springer, Wien 1994, ISBN 3-211-82624-6 (2. Aufl. 2001).
- Die Logik der Psychoanalyse. Eine erkenntnistheoretische Studie. Psychosozial-Verlag, Gießen 1999, ISBN 3-932133-85-4 (überarb. Neuauflage 2016, ISBN 3-8379-2557-9).
- Autopoietische Realität und konnotative Theorie. Über Balanceprobleme sozialwissenschaftlichen Erkennens. Velbrück Wiss., Weilerswist 2002, ISBN 3-934730-51-5.
- (mit Simon Reitze): Wissenschaftstheorie für Einsteiger (= UTB, Bd. 2351). WUV Universitäts-Verlag, Wien 2002, ISBN 3-8252-2351-5 (5. Aufl. 2021, ISBN 978-3-8252-5675-3).
- (mit Gertraude Mikl-Horke u. Ruth Simsa): Soziologie für Wirtschaftswissenschaftler. 4. Aufl. WUV, Wien 2006, ISBN 978-3-85114-961-6.
- (mit Gertraude Mikl-Horke u. Ruth Simsa): Wirtschaftssoziologie (= UTB, Bd. 3228). WUV, Wien 2009, ISBN 978-3-8252-3228-3.
- (mit Rolf Haubl): Psychoanalyse und Gesellschaftswissenschaften. Wegweiser und Meilensteine eines Dialogs. Kohlhammer, Stuttgart 2016, ISBN 3-17-022410-7.
- Soziologie und Psychoanalyse. Perspektiven einer sozialwissenschaftlichen Subjekttheorie. Springer VS, Wiesbaden 2016, ISBN 3-658-11556-4.
- Gesellschaft und Subjektivität. Psychoananalytische Beiträge zur Soziologie. Psychosozial-Verlag, Gießen 2017, ISBN 978-3-8379-2632-3.
- Gesellschaft und Psychodynamik. Eine systematische Skizze. Springer VS, Wiesbaden 2018, ISBN 978-3-658-21438-8.
- Psychanalyse als gesellschaftliche Institution. Soziologische Betrachtungen. Psychosozial-Verlag, Gießen 2021, ISBN 978-3-8379-3099-3.
- (mit Caroline Fetscher u. Hans-Jürgen Wirth): Tröstliche Tropen. Albert Schweitzer, Lambarene und die Westdeutschen nach 1945. Zwei Bände. Psychosozial-Verlag, Gießen 2023, ISBN 978-3-8379-2994-2.